# 이카아님 나 우토스
《이카아님 나 우토스》(타갈로그어: Ika-6 na Utos →여섯 번째 계명)는 2016년 방영된 필리핀의 드라마이다.